# Falköping (commune)
La commune de Falköping est une commune suédoise du comté de Västra Götaland, peuplée d'environ 33 290 habitants (2020). Son chef-lieu se situe à Falköping.

## Localités principales
- Åsarp
- Falköping
- Floby
- Gudhem
- Kättilstorp
- Kinnarp
- Odensberg
- Stenstorp
- Torbjörntorp
- Vartofta